# سینما ونوس
سینما ونوس سینمایی در شهر قم، ایران است. 
این سینما که در سال ۱۳۸۸ تأسیس شده‌است دارای دو سالن نمایش با ظرفیت ۱۷۳ و ۵۶ صندلی می‌باشد.